# Sphenomorphinae
Sous-famille
Les Sphenomorphinae sont une sous-famille de sauriens de la famille des Scincidae.

## Répartition
Les espèces de cette sous-famille se rencontrent presque partout à l'exception des pôles et de l'Amérique du Sud.

## Liste des genres
Selon The Reptile Database (5 décembre 2014) :
- Anomalopus Duméril & Duméril, 1851
- Asymblepharus Eremchenko & Shcherbak, 1980
- Calyptotis De Vis, 1886
- Coeranoscincus Greer & Cogger, 1985
- Coggeria Couper, Covacevich, Marsterson & Shea, 1996
- Concinnia Wells & Wellington, 1984
- Ctenotus Storr, 1964
- Eremiascincus Greer, 1979
- Eulamprus Fitzinger, 1843
- Fojia Greer & Simon, 1982
- Glaphyromorphus Wells & Wellington, 1984
- Hemiergis Wagler, 1830
- Insulasaurus Taylor, 1925
- Isopachys Lönnberg, 1916
- Kaestlea Eremchenko & Das, 2004
- Lankascincus Greer, 1991
- Larutia Böhme, 1981
- Leptoseps Greer, 1997
- Lerista Bell, 1833
- Lipinia Gray, 1845
- Nangura Covacevich, Couper & James, 1993
- Notoscincus Fuhn, 1969
- Ophioscincus Peters, 1874
- Otosaurus Gray, 1845
- Papuascincus Allison & Greer, 1986
- Parvoscincus Ferner, Brown & Greer, 1997
- Pinoyscincus Linkem, Diesmos & Brown, 2011
- Prasinohaema Greer, 1974
- Ristella Gray, 1839
- Saiphos Gray, 1839
- Scincella Mittleman, 1950
- Silvascincus Skinner, Hutchinson & Lee, 2013
- Sphenomorphus Fitzinger, 1843
- Tropidophorus Duméril & Bibron, 1839
- Tumbunascincus Skinner, Hutchinson & Lee, 2013
- Tytthoscincus Linkem, Diesmos & Brown, 2011

## Publication originale
- Welch, 1982 : Herpetology of the Old World 2. Preliminary comments on the classification of skinks (family Scincidae) with specific reference to those genera found in Africa, Europe and southwest Asia. Herptile, vol. 7, no 4, p. 25-27.